# Православный собеседник

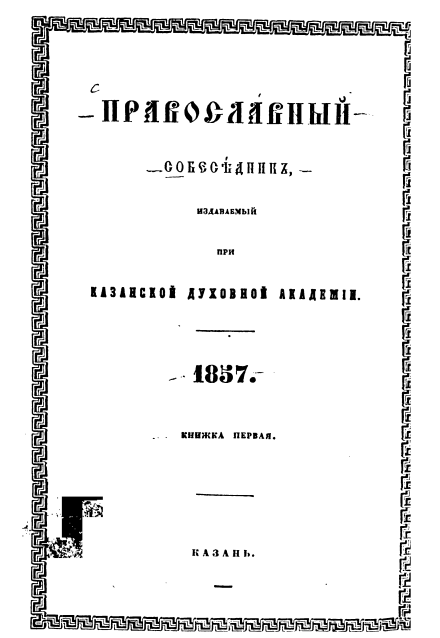

«Правосла́вный собесе́дник» («Православный Собесѣдникъ») — российский православный богословский журнал, издававшийся при Казанской духовной академии.
Основан в 1855 году архиепископом Казанским Григорием (Постниковым) в целях полемики со старообрядчеством. Архиепископ Григорий и стал его первым редактором. В дальнейшем этот пост традиционно занимали ректоры Казанской духовной академии.
Журнал издавался ежемесячно объёмом в 8—10 печатных листов. Каждый номер делился на 2 части с особой пагинацией. В первой помещались материалы по библейской и церковной истории, догматическому и нравственному богословию, апологетике, гомилетике, литургике и другим богословским дисциплинам. Вторая часть («Приложения») служила для публикации материалов церковно-исторического характера.
За время существования журнала здесь были опубликованы акты Вселенских Соборов в русском переводе, деяния святых и мучеников, памятники древнерусской духовной письменности значительного объёма. Здесь же помещались слова, речи и беседы высших иерархов.
«Приложения» издавались таким образом, что по окончании складывались в отдельные книги с отдельными заглавиями, оглавлениями, пагинацией и т. п.
Отличием Православного собеседника от других академических журналов было обилие материалов, посвящённых изучению ислама и буддизма. Другой особенностью «Православного собеседника», отличавшей его от других академических журналов России XIX века, было его стремление всегда обсуждать проблемы церковно-общественной жизни с точки зрения современности. Разные по темпераменту и стилю управления ректоры духовной академии, архимандриты Иоанн (Соколов) и Никанор (Бровкович), стремились к одному и тому же: приблизить сугубо научный академический журнал к проблемам и интересам современности, не жертвуя при этом его научным уровнем.
В 1867—1902 годы отдельным приложением к журналу издавалось «Известия по Казанской епархии» — официальный печатный орган с отчётами об архиерейском служении, вакансиях на приходах и др.
В 1905—1907 году часть либерально настроенных профессоров академии пытались издавать как приложение к Православному собеседнику «Церковно-общественную жизнь» — полемический журнал «на злобу дня», ориентированный на проблемы церковно-общественного реформаторства. Этот проект прекратил своё существование, так как не выражал мнения большинства членов академической корпорации.
В 1912—1916 годы в качестве приложения к журналу издавалось «Инородческое обозрение», вокруг которого группировалось новое поколение теоретиков миссионерства (начало этнографического периода в миссионерстве).
В 1918 году в связи с закрытием академии издание журнала было прекращено.
В 2000 году, спустя три года после воссоздания Казанской духовной семинарии, было возрождено издание «Православного собеседника» в новом формате, в качестве научно-богословского альманаха Казанской духовной семинарии. Издание прекратилось в 2013 году.
После трёхлетнего перерыва «Собеседник» возобновляется по инициативе митрополита Феофан (Ашуркова) как ежеквартальный иллюстрированный церковно-общественный и научно-богословский журнал. По его словам создание печатного органа митрополии стало для него первоочередной задачей после прибытия в Татарстан: «Я встретился с отцом Евфимием и с руководством епархии, и мы постановили, что такой журнал должен быть. Тогда же решили, что журнал не должен лишь информировать о деяниях правящего архиерея. Поскольку у нас семинария, мы преемники замечательной богословской школы — Казанской духовной академии, издание обязательно должно иметь научно-просветительский характер, тем более, что история нашей митрополии предполагает ещё многие усилия по её изучению».
25 мая 2016 года в Казанском епархиальном управлении состоялась презентация первого номера журнала Татарстанской митрополии «Православный собеседник».